# Mustjõgi (Gauja)
Mustjõgi – rzeka przy granicy estońsko-łotewskiej o długości 94 kilometrów. Rzeka rozpoczyna swój bieg na jeziorze Suur Saarjärv, a kończy, uchodząc do rzeki Gauja.